# Santa María del Campo
Santa María del Campo è un comune spagnolo di 558 abitanti situato nella comunità autonoma di Castiglia e León.
Il comune comprende la località di Escuderos.